# Heritage Pines
Heritage Pines ist  ein census-designated place (CDP) im Pasco County im US-Bundesstaat Florida. Das U.S. Census Bureau hat bei der Volkszählung 2020 eine Einwohnerzahl von 2.171 ermittelt. 

## Geographie
Heritage Pines liegt rund 50 km westlich von Dade City sowie etwa 60 km nördlich von Tampa.

## Demographische Daten
Laut der Volkszählung 2010 verteilten sich die damaligen 2136 Einwohner auf 1409 Haushalte. 98,4 % der Bevölkerung bezeichneten sich als Weiße, 0,8 % als Afroamerikaner und 0,4 % als Asian Americans. 0,2 % gaben die Angehörigkeit zu einer anderen Ethnie und 0,1 % zu mehreren Ethnien an. 2,0 % der Bevölkerung bestand aus Hispanics oder Latinos.
Im Jahr 2010 lebten in 0,8 % aller Haushalte Kinder unter 18 Jahren sowie 81,5 % aller Haushalte Personen mit mindestens 65 Jahren. 71,3 % der Haushalte waren Familienhaushalte (bestehend aus verheirateten Paaren mit oder ohne Nachkommen bzw. einem Elternteil mit Nachkomme). Die durchschnittliche Größe eines Haushalts lag bei 1,79 Personen und die durchschnittliche Familiengröße bei 2,05 Personen.
0,5 % der Bevölkerung waren jünger als 20 Jahre, 1,1 % waren 20 bis 39 Jahre alt, 9,8 % waren 40 bis 59 Jahre alt und 88,7 % waren mindestens 60 Jahre alt. Das mittlere Alter betrug 69 Jahre. 46,1 % der Bevölkerung waren männlich und 53,9 % weiblich.
Das durchschnittliche Jahreseinkommen lag bei 55.673 $, dabei lebten 1,8 % der Bevölkerung unter der Armutsgrenze.